# Sozont
Sozont – imię męskie pochodzenia greckiego, pochodzące od imiesłowu sozon – „ratujący, uzdrawiający”. „T” znajdujące się na końcu imienia zostało przeniesione do mianownika z przypadków zależnych (Sōzōntos).
Sozont imieniny obchodzi 7 września, w dzień wspomnienia św. Sozonta, męczennika z Pompeiopolis w Cylicji.
Sozont w innych językach:
- rosyjski – Созонт, Созон, Созонтий[2].